# Lave Beck-Friis (sjöofficer)
Lave Malcolm Beck-Friis, född 30 augusti 1883 på Fiholm, död 14 december 1958 på Kantongatan vid Drottningholm, var en svensk friherre och sjömilitär.
Lave Beck-Friis var son till greve Corfitz Beck-Friis. Han antogs 1898 som sjökadett, avlade sjöofficersexamen 1904 och blev samma år underlöjtnant i flottan. Beck-Friis befordrades 1906 till löjtnant, genomgick 1909–1911 Sjökrigshögskolans allmänna kurs och allmänna högre kurs och blev därefter 1913 befordrad till kapten. Under första världskriget tjänstgjorde Lave Beck-Friis som chef för torpedbåtsdivisioner och som fartygschef på jagare och var 1918–1923 förste adjutant i Sjöförsvarsdepartementets och senare Sjöförsvarets kommandoexpedition. Han tjänstgjorde 1921–1923 även som sekond på pansarkryssaren Fylgia. 
Beck-Friis var 1923-1924 souschef i Sjöförsvarets kommandoexpedition, befordrades 1923 till kommendörkapten av andra graden och var 1924–1926 förste adjutant hos stationsbefälhavaren i Stockholm och under 1925 och 1926 chef för torpedbåtsflottiljer. Beck-Friis var även 1922–1923 tillförordnad lärare i strategi vid Sjökrigshögskolans stabskurs. Åren 1926–1930 var han marinattaché i London och Oslo, befordrades 1929 till kommendörkapten av första graden och 1933 till kommendör. Beck-Friis var 1930–1935 chef för marinstabens utrikesavdelning och 1931 chef på pansarkryssaren Fylgia och 1932 på pansarskeppet Gustaf V. Han var 1935–1938 chef för Sjökrigshögskolan. Under andra världskriget var han från 1940 avdelningschef i Försvarsstaben och militär ledamot av Statens informationsstyrelse. 
Beck-Friis blev 1922 ledamot av Örlogsmannasällskapet och 1936 av Krigsvetenskapsakademien. Han mottog 1920 Finlands Vita Ros' orden av första klass  och blev 1922 riddare av Vasaorden.